# Parque nacional Mtirala
El Parque Nacional Mtirala (en idioma georgiano: მტირალას ეროვნული პარკი; que significa «llorar»; anteriormente, Reserva Tsiskara), es una zona protegida en la región de Adjara, Georgia. Con una extensión aproximada de 15.698 hectáreas (38.790 acres) en los municipios de Kobuleti, Khelvachauri y Keda en el Cáucaso Menor occidental, está situada entre el Mar Negro y las Montañas de Adjara. También colinda con las Áreas Protegidas de Kintrishi.

## Descripción

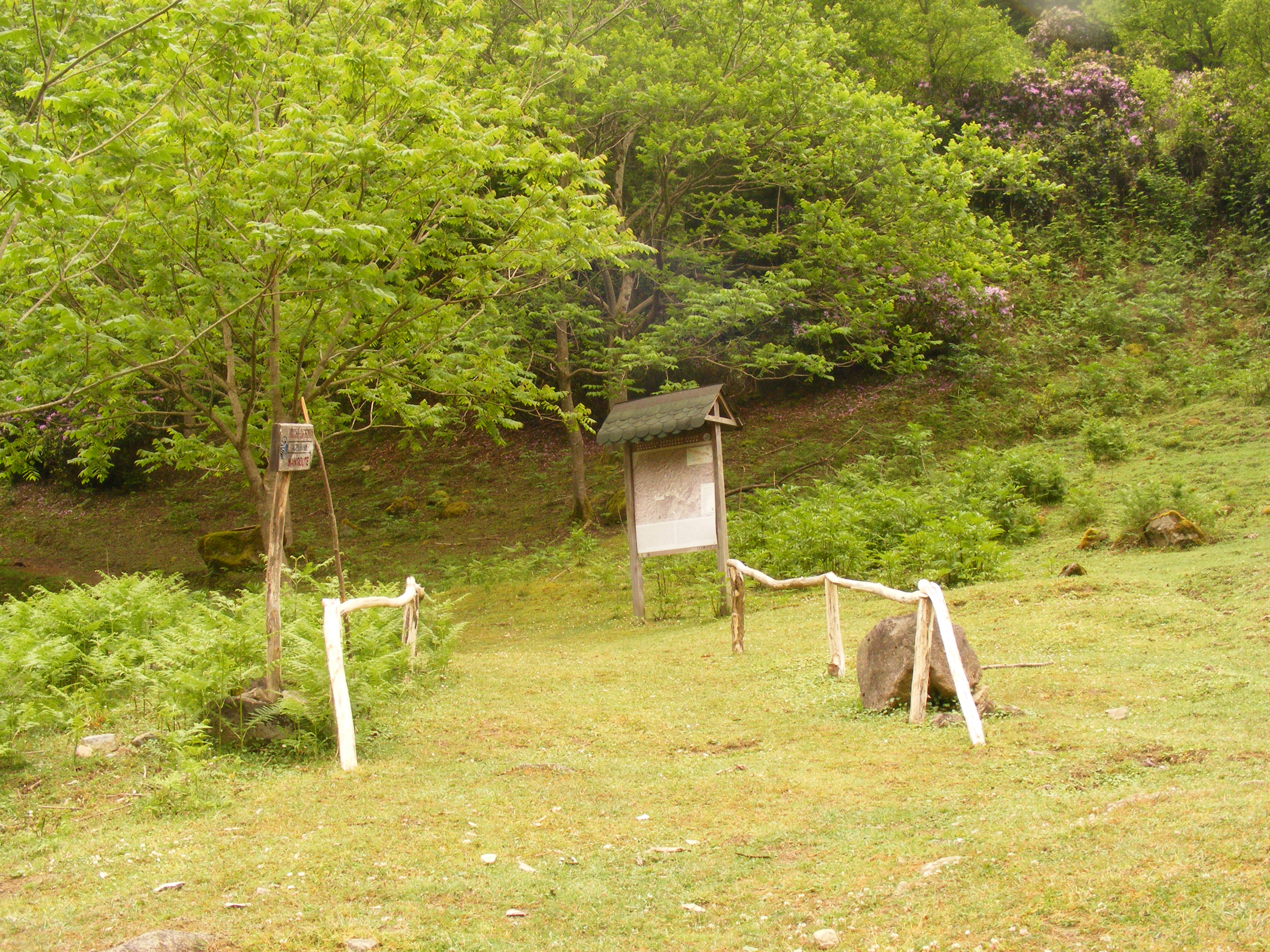
Comienzo de la principal ruta de senderismo por el parque nacional Mtirala.

El parque nacional de Mtirala es una ecorregión de Bosque de frondosas del Ponto Euxino y la Cólquide,  que incluyen bosques de castaños dulces y hayas orientales con rododendros pónticos, sotobosques de laurel de cerezo y Buxus colchica y una variedad de lianas. La fauna registrada es el oso pardo, el corzo y el jabalí, mientras que la avifauna incluye el águila calzada, el búho real y el oriole dorado. Entre los anfibios que habitan el parque se encuentran la salamandra caucásica, el sapo caucásico, la rana maciza euroasiática y la víbora caucásica. El monte Mtirala es una de las zonas más húmedas del país. El nombre de Mtirala (que significa «llorar») se deriva de los 4.520 milímetros de precipitación anual, lo que la convierte en una de las zonas más húmedas de la antigua Unión Soviética.